# Kranskulla

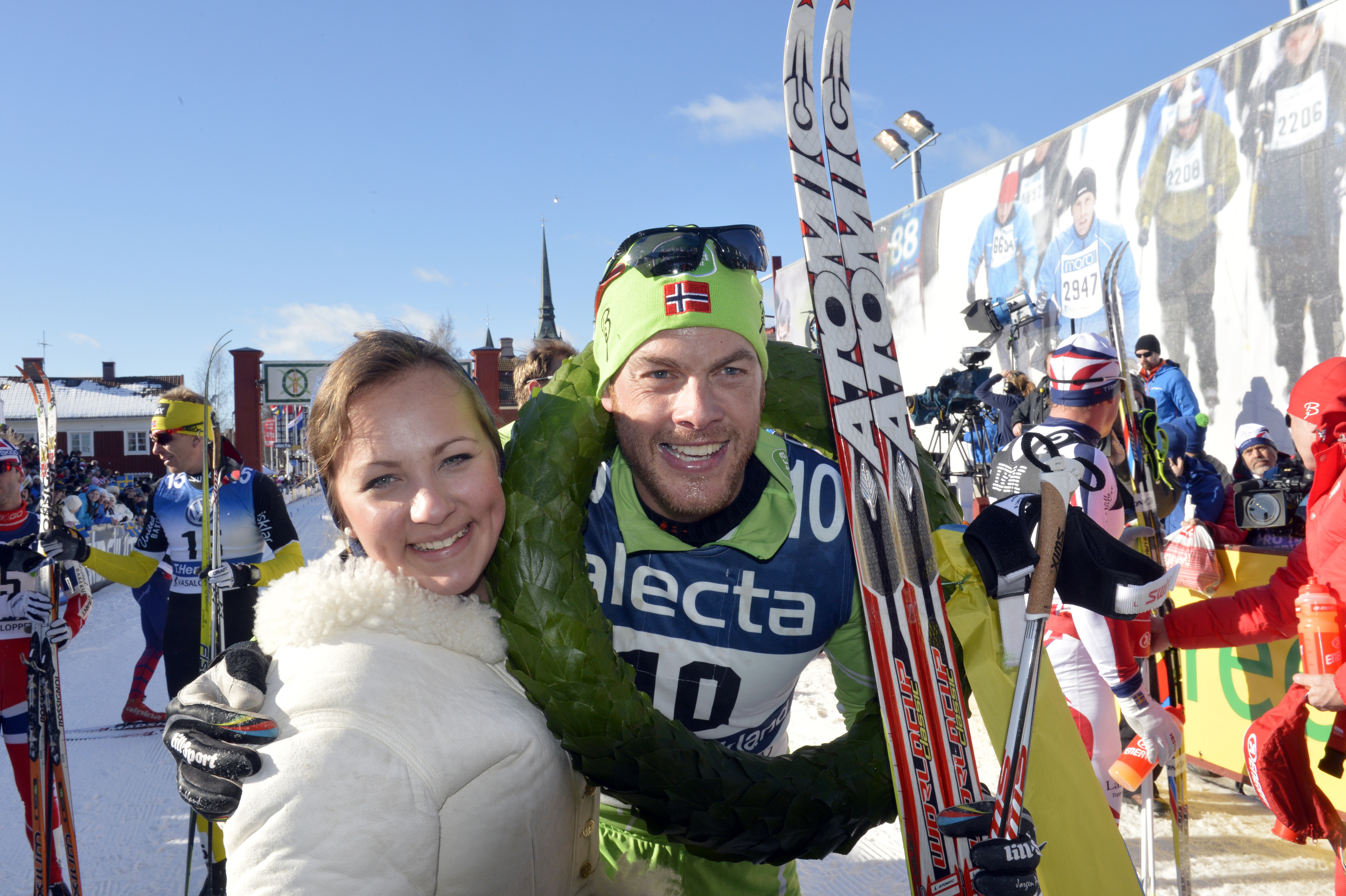
Kranskullan Isabelle Jansson och 2013 års segrare Jørgen Aukland med segerkransen på sig.

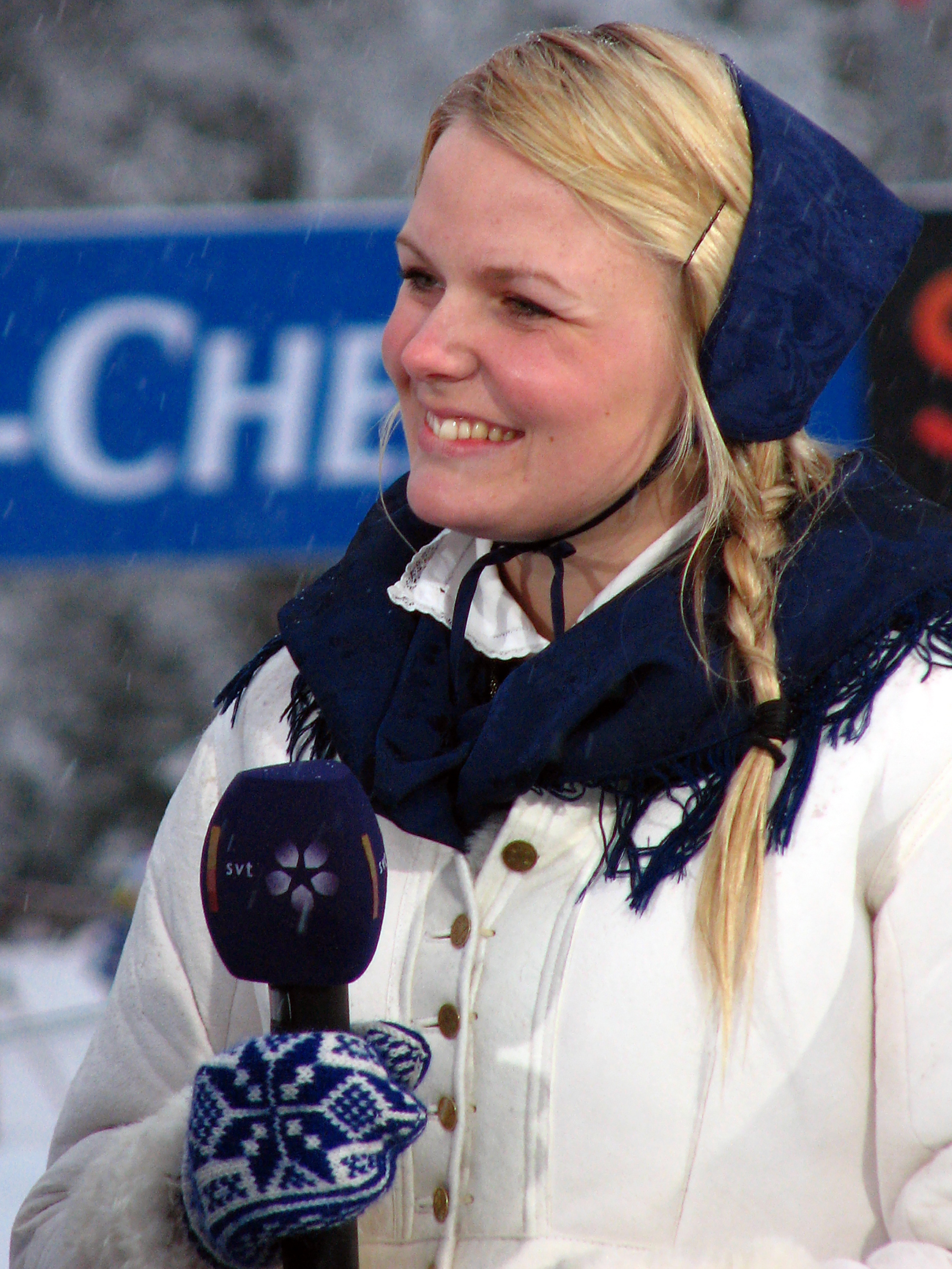
2008 års kranskulla vid Vasaloppet, Caroline Westling.

En kranskulla (efter kulla) är en kvinnlig utdelare av segerkrans i herrklassen i sporttävlingar, till exempel Vasaloppet. Den manliga motsvarigheten kallas kransmas, och delar ut segerkransen till damklassens vinnare. I Vasaloppet är det kranskullan som bestämmer om det blir en traditionell målgång med en bekransad segrare eller om vinnaren skall "kransas" efter slutspurten.

## Kranskullor genom tiderna
- 1922 – Therese Eliasson
- 1923 – Hilma Ström
- 1924 – Maja Lundgren
- 1925 – Elsa Cederlund
- 1926 – Aina Pers
- 1927 – Lea Ström
- 1928 – Stina Eriksson
- 1929 – Elin Henriksson
- 1930 – Ethel Eriksson
- 1931 – Anna-Britta Mattsson
- 1932 – Inställt
- 1933 – Margit Nilsson
- 1934 – Inställt
- 1935 – Marianne Edling
- 1936 – Inga-Greta Landeck
- 1937 – Gerda Berg
- 1938 – Majt Sundin
- 1939 – Anna-Greta Pettersson
- 1940 – Kerstin Cassel
- 1941 – Ingrid Asplund
- 1942 – Britt Herdin
- 1943 – Elsa Karlsson
- 1944 – Margareta Julin
- 1945 – Kerstin Sars
- 1946 – Elsa Sars
- 1947 – Nina Lindén
- 1948 – Ann-Mari Andersson
- 1949 – Kerstin Norlin
- 1950 – Karin Bergström
- 1951 – Inga Nyström
- 1952 – Åsa Mattson-Djos
- 1953 – Anna-Greta Beus
- 1954 – Birgitta Heimer
- 1955 – Kerstin Ingemansson
- 1956 – Gun Larsson
- 1957 – Barbro Persson
- 1958 – Anna-Margareta Mattsson
- 1959 – Margareta Åhs
- 1960 – Maivor Olsson
- 1961 – Marianne Eriksson
- 1962 – Ann.Mari Hansson
- 1963 – Anita Håkansson
- 1964 – Anita Rosendahl
- 1965 – Gudrun Nilsson
- 1966 – Eva Runesson
- 1967 – Christina Fernström
- 1968 – Karin Abrahamsson
- 1969 – Christina Spansk
- 1970 – Karin Green
- 1971 – Ingegärd Backlund
- 1972 – Marianne Karlsson
- 1973 – Gunilla Lannerbro
- 1974 – Anna Mattsson
- 1975 – Lena Banck
- 1976 – Åsa Mattsson
- 1977 – Christina Andersson
- 1978 – Gunilla Lund
- 1979 – Britta Samuelsson
- 1980 – Inga-Britt Ax
- 1981 – Åsa Norell
- 1982 – Anna-Karin Winberg
- 1983 – Mait Eriksson
- 1984 – Marie Andersson
- 1985 – Eva Hermansson
- 1986 – Camilla Carlberg
- 1987 – Sara Kans
- 1988 – Karin Värnlund
- 1989 – Eva Lönn
- 1990 – Inställt
- 1991 – Christel Asp
- 1992 – Maria Gustavsson
- 1993 – Helena Gezelius
- 1994 – Isabell Andersson
- 1995 – Malin Brandt
- 1996 – Katrin Svensson
- 1997 – Marika Engström
- 1998 – Ida Holmberg
- 1999 – Maria Wik
- 2000 – Emma Stefansson
- 2001 – Catharina Asph
- 2002 – Maria Bergqvist
- 2003 – Åsa Östberg
- 2004 – Lena Hermansson
- 2005 – Eva Lif
- 2006 – Julia Limby
- 2007 – Eva Svensson
- 2008 – Caroline Westling[1]
- 2009 – Sandra Brander
- 2010 – Helene Söderlund
- 2011 – Frida Dahl
- 2012 – Johanna Axelsson
- 2013 – Isabelle Jansson
- 2014 – Lisa Englund
- 2015 – Viktoria Stärner
- 2016 – Hanna Eriksson
- 2017 – Lydia Sundin
- 2018 – Sara Wadman
- 2019 – Emma Höglund
- 2020 – Fanny Axelsson
- 2021 – Emelie Brudin
- 2022 – Wilma Björkman[2]
- 2023 – Alice Larsson[3]
- 2024 – Elsa Hermansson[4]